# Радомир Ракочевић
Радомир Ракочевић (Штитарица, код Мојковца, 1914 – Камена Гора, код Пријепоља, 8. мај 1944), учесник Народноослободилачке борбе и народни херој Југославије.

## Биографија
Родио се у селу Штитарица код Мојковца 1914. године. Са неколико година са родитељима је прешао у Мојковац где је завршио и основну школу. Због лосе материјалне ситуације није могао да настави школовање. Рано је почео да ради како би издржавао породицу, па су такви животни услови утицали да се заинтересује за раднички покрет. Члан мојковачке партијске организације је постао 1937. године. Током Априлског рата борио се на албанском фронту против Италијана.
У Устанку је учествовао у нападу на италијанску посаду у Мојковцу 14/15. јула 1941. године. Почетком јесени исте године улази у састав партизанске чете „Недељко Мердовић”. Након формирања Бјелопољског одреда 5. фебруара 1942. године постављен је за командира чете у одреду и на тој дужности остаје до  маја 1942. године. Крајем 1942. године са групом комуниста враћен је на рад у позадину. У току лета успео је да се повеже са герилцима са територије Колашина, Шаховића и Пљеваља.
Унапређен је почетком 1944. године у чин поручника и постављен је за команданта Првог батаљона Треће пролетерске санџачке ударне бригаде. Прославио се у бици код Мојковца 24. априла 1944. године. Батаљони 3 санџачке пролетерске бригаде водили су борбу са око 500 Немаца на Каменој Гори. Немци су одбили напад па су партизани поново 7/8. маја поново јуришали на Камену Гору. У том јуришу 8. маја 1944. године погинуо је Радомир Ракочевић.
Указом председника ФНР Југославије Јосипа Броза Тита, 13. јула 1953. године, проглашен је за народног хероја.